# پتاسیم فسفات

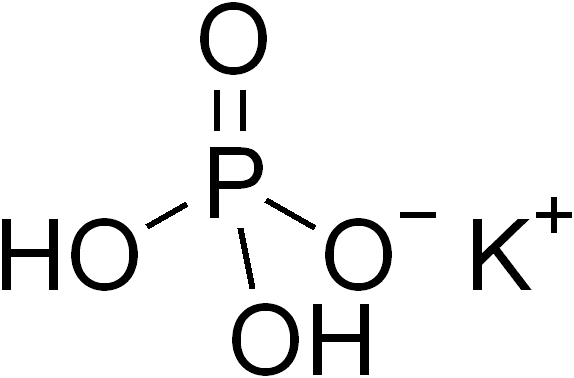
مونوپتاسیم فسفات

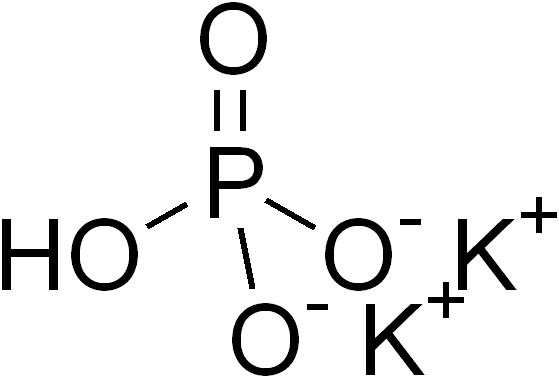
دی‌پتاسیم فسفات

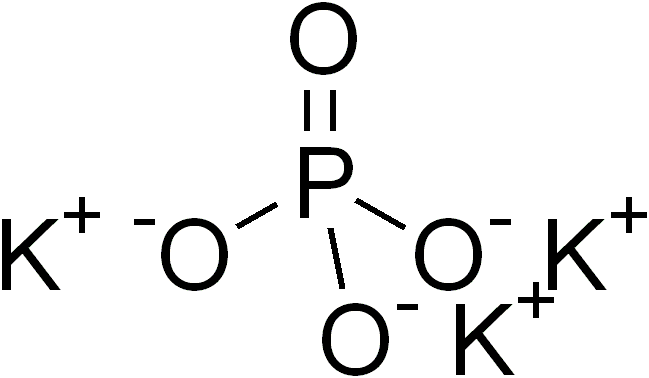
تری‌پتاسیم فسفات

پتاسیم فسفات یک اصطلاح عمومی برای نمک‌های پتاسیم و فسفات است از جمله:
- مونوپتاسیم فسفات (KH 2 PO 4 ) (جرم مولی تقریباً: ۱۳۶ گرم در مول)
- دی‌پتاسیم فسفات (K 2 HPO 4 ) (جرم مولی تقریباً: ۱۷۴ گرم در مول)
- تری‌پتاسیم فسفات (K 3 PO 4 ) (جرم مولی تقریباً: ۲۱۲.۲۷ گرم در مول)

فسفات‌های پتاسیم به عنوان مواد افزودنی غذایی، دارای عدد ئی E340 هستند.